# Кортланд Вест (Њујорк)
Кортланд Вест (енгл. Cortland West) насељено је место без административног статуса у америчкој савезној држави Њујорк.

## Демографија
По попису из 2010. године број становника је 1.356, што је 11 (0,8%) становника више него 2000. године.
| Група             | 2000.         | 2010.         |
| Белци             | 1.291 (96,0%) | 1.285 (94,8%) |
| Афроамериканци    | 9 (0,7%)      | 6 (0,4%)      |
| Азијати           | 15 (1,1%)     | 24 (1,8%)     |
| Хиспаноамериканци | 12 (0,9%)     | 19 (1,4%)     |
| Укупно            | 1.345         | 1.356         |